# 1303
1303 је била проста година.

## Догађаји
- 20-22. април — Битка код Марџ ел Сафара (1303)

### Мај
- 20. мај – потписан Париски мир (1303)

### Децембар
- Википедија:Непознат датум — Битка код Димбоса